# Seboïm
Seboïm (en hébreu צְבֹויִים Tsvoyim) est une ville citée par la Bible.
Faisant partie des cinq villes qui, avec Sodome, Gomorrhe, Adama et Ségor, formaient la Pentapole de l'Israël antique, elle fut détruite avec elles. 
Elle est citée par la Genèse (10:19 ; 14:2) le Deutéronome (29:23) et le livre d'Osée (11:8). 